# Psychofarmaka
Psychofarmaka jsou skupina léků působících na navození rovnováhy neurotransmiterů, které ovlivňují fungování psychických funkcí – nálada, emoce, vnímání, vědomí, chování, kognice. Nejčastěji se s jejich užitím setkáme v psychiatrii, ale mohou být užívané také v jiných oblastech – například v neurologii.

## Historie farmakoterapie
V padesátých letech dvacátého století došlo v psychiatrické péči k revolučnímu převratu. Do té doby narůstal počet lůžek v uzavřených psychiatrických ústavech. Prvním z psychofarmak byl chlorpromazin, který se v rutinní péči v psychiatrii objevil v roce 1952 ve Spojených státech a poté v západní Evropě. Chlorpromazin nebyl původně syntetizován jako psychiatrický lék – farmakologická společnost pracovala na vývoji antihistaminika s účinky na centrální nervový systém, avšak jeho účinky, které se testovaly na laboratorních potkanech, ukázaly, že chlorpromazin působí na nervovou soustavu uklidňujícím účinkem. Henri Laborit, hlavní výzkumný pracovník, který vyvíjel tento lék, usoudil dle jeho působení, že by mohl být vhodný pro psychiatrickou léčbu.
O dva roky později se dostal i do Československa. Později do léčby vstoupil lék Imipramin, derivát chlorpromazinu, který byl původně zkoušen jako antipsychotikum. Imipramin byl indikován při léčbě schizofrenie, avšak švýcarský psychiatr Roland Kuhn si povšiml, že tento lék účinkuje na potlačení depresivní nálady, která doprovází nemálo pacientů se schizofrenním onemocněním.
Psychofarmaka se v psychiatrii ale objevila již ve třicátých letech dvacátého století, kdy se užívalo stimulancií v dětské psychiatrii při léčbě hyperaktivity a poruch chování.
Do konce devadesátých let se ukazovalo, že za nové objevy vděčí psychofarmakologie klinikům, kteří přemýšleli ani ne tak o tom, jak lze psychofarmaky docílit jejich žádoucích účinků, nýbrž o tom, čím a jak způsobují účinky nežádoucí.

## Typy a působení psychofarmak
Psychofarmaka spadají do kategorie léčiv, které působí na symptomy duševních poruch a jejich účinnost je postavena na principu obnovy nedostatku či snížené dostupnosti některých neurotransmiterů, což jsou látky chemické povahy, jejichž rovnováha je předpokladem správného fungování psychických funkcí včetně emocí. Mezi takové neurotransmitery, které jsou látkami chemické povahy, spadají kupříkladu adrenalin, dopamin, serotonin, acetylcholin, noradrenalin aj.
Podle vigility (stav bdělosti a vědomí) můžeme psychofarmaka rozdělit na

- Psychostimulancia − pozitivně ovlivňují bdělost,
- Hypnotika/sedativa − negativně ovlivňují bdělost, navozují spánek,
- Celková anestetika.

Podle afektivity (parametr nálady) na
- Antidepresiva,
- Anxiolytika,
- Antimanika.

Podle psychické integrace na
- Antipsychotika (neuroleptika),
- Halucinogeny (psychodysleptika).

Podle ovlivnění paměti na
- Nootropika a kognitiva − zlepšují pozornost a paměť, mají tzv. antiamnestické látky (Alzheimerova choroba),
- Dementogeny.

## Důsledky neléčené psychické poruchy
U osob trpících duševním onemocněním je zvýšené riziko snížené kvality života, horší výkonnost vedoucí k pracovní neschopnosti, zhoršení průběhu a prognózy současně probíhajících poruch. U závažných případů neléčených depresí či psychóz hrozí sebevražedné jednání. Dále je rizikem závislostní chování, konkrétně závislost na alkoholu či jiných psychoaktivních látkách.

## Antidepresiva
Antidepresiva patří mezi nejčastěji předepisovaná psychofarmaka. Indikací nemusí být nutně depresivní porucha, dokonce dnes lze s jistotou říci, že indikací pro jiné než depresivní poruchy je dnes daleko více, než pro vlastní poruchy nálady (afektivní poruchy, depresivní poruchy, mánie a bipolární afektivní porucha). Antidepresiva pomáhají s léčbou úzkostných onemocnění, fobií, psychosomatických onemocnění, při léčbě bolesti nebo u různých diagnóz, mezi něž patří například srdeční infarkt, hypertenze, cukrovka, nádorová onemocnění nebo Parkinsonova nemoc, u které je četný výskyt deprese; aj.
Farmaceutický průmysl ve vývoji antidepresiv pokročil a dnes je k dispozici řada tzv. moderních antidepresiv, která mají dobrou účinnost, snášenlivost, bezpečnost, jsou nenávyková a snesou se s jinými léky.

### Účinky antidepresiv
Antidepresiva se rozlišují na několik kategorií, např. TCA – tricyklická antidepresiva, SSRI – selektivní inhibitory zpětného vychytávání serotoninu, SNRI – inhibitory zpětného vychytávání serotoninu a nonadrenalinu, NDRI – inhibitor zpětného vychytávání. Všechna současná antidepresiva ovlivňují serotonergní a/nebo noradrenergní systémy v mozku. Účinky antidepresiv na dostupnost monoaminů je okamžitá, ale klinická odpověď je obvykle zpožděna o několik týdnů.
Doposud se zdá, že všechna antidepresiva jsou podobně účinná při léčbě závažné deprese, ale jednotliví pacienti mohou přednostně reagovat na jednu nebo druhou látku.
Nástup účinku antidepresiv zpravidla trvá několik týdnů, uvádí se rozmezí dvou až čtyř týdnů.
Pacienti s depresí a jinými psychiatrickými onemocněními mají zvýšené riziko suicidálního chování. Přestože v dlouhodobém měřítku je léčba psychofarmaky spojena se snižováním suicidálního chování, v některých akutních fázích léčby antidepresivy je zvýšené riziko sebevražedných myšlenek a chování – a to zvláště u dětí a dospívajících, jedná se přibližně o čtyři procenta pacientů.
V počáteční fázi užívání antidepresiv je důležitá osvěta a monitoring pacientů s tím, že je nutné, aby vyhledali okamžitě pomoc odborníků, jestliže se dostaví suicidální myšlenky. Informování o účincích farmak je důležité také u rodinných příslušníků a blízkých osob.
Antidepresiva působí ke zvýšení dynamogenie, tedy schopnosti vyvíjet energii, na patickou náladu, k úpravě spánku, sedativně – na snížení úzkosti, tenzi, negativní myšlenky. Antidepresiva z kategorie SSRI mají účinky antistresové, antifobické a antiobsedantní.

### Indikace antidepresiv
Kromě léčby depresivní poruchy jsou antidepresiva účinná u pacientů s obsedantně-kompulzivní poruchou (OCD, SSRI a klomipramin), panickou poruchou (TCA a SSRI), generalizovanou úzkostnou poruchou (venlafaxin a SSRI), bulimií ( TCA, SSRI a inhibitory monoaminooxidázy [MAOI]), dystymií (SSRI), bipolární depresí (při léčbě stabilizátorem nálady), sociální fobií (SSRI, venlafaxin, MAOI), posttraumatickou stresovou poruchou (SSRI), syndromem dráždivého tračníku ( TCA), enurézou (TCA), neuropatickou bolestí (TCA, duloxetin), migrénovými bolestmi hlavy (TCA), poruchou pozornosti/hyperaktivitou (bupropion), autismem (SSRI), dysforickou poruchou v pozdní luteální fázi (SSRI) nebo hraniční poruchou osobnosti (SSRI), stejně jako při odvykání kouření (bupropion).

## Antipsychotika/Neuroleptika
Je možné se setkat s dvojím pojmenováním této kategorie psychofarmak, a to jak antipsychotika, tak neuroleptika. Jejich indikací jsou schizofrenní poruchy. Tato psychofarmaka snižují nadbytek dopaminu, ovlivňující myšlení, chování a celou integritu osobnosti, což je charakteristické pro psychotické poruchy.
V posledních letech se objevují neuroleptika, která mimo působení na dopaminové receptory působí na receptory serotoninové. Neuroleptika s takovým působením bývají označována jako atypická antipsychotika. Druhá generace těchto psychofarmak má také méně nežádoucích účinků a působí nejen na pozitivní, ale i na negativní psychotické příznaky. Mezi atypická antipsychotika se řadí Zeldox, Leponex, Solian, Tiapridal a další. Jsou to léky, které výrazným způsobem pomáhají zvyšovat kvalitu života.
Antipsychotika se rozlišují dále na sedativní a incisivní. Sedativní antipsychotika (např. Chlorpromazin, Levomepromazin, Thioridazin) působí na pozitivní psychotické příznaky – ovlivňují psychomotorický neklid, agresivitu a agitovanost jakékoliv etiologie. Sedativní antipsychotika mají zklidňující účinek. Pro mnoho nežádoucích účinků jsou postupně vytlačována atypickými antipsychotiky.
Pod incisivní antipsychotika spadají například Haloperidol, Buronil, Cisordinol, Fluanxol. Incisivní antipsychotika 1. generace mají specifičtější antidopaminergní působení a mají menší účinek sedativní.

## Thymoprofylaktika
Thymoprofylaktika jsou skupina psychofarmak, jejichž užití je k profylaxi (zábraně) dalších fází bipolární a schizoafektivní poruchy. Taktéž vykazují v různé míře účinek antidepresivní a antimanický. Thymoprofylaktický účinek mají lithium, některá antiepileptika a některá antipsychotika (např. olanzapin, risperidal, aripiprazol). Do kategorie thymoprofylak je dále řazen lék Karbamazepin, který má navíc antiagresivní účinek.
Pacientům s mánií a cyklickým chodem onemocnění může být indikován Valproát, který působí jako antiepileptikum a má antimigrenózní účinky. Může být kombinován s lithiem či antidepresivy.

## Anxiolytika a hypnotika
Skupina psychofarmak – anxiolytika – působí proti stresu, úzkosti, fobiím a agresivitě. Mají relaxační, uvolňující účinek a mohou až uspávat. Užívají se při epileptických záchvatech kvůli jejich protikřečovému účinku. Jejich indikace je krátkodobá u stresových, neurotických a psychosomatických poruch vzhledem k nebezpečí návyku. Působí rychle – v řádu několika minut, ale pak se rychle metabolizují.
Anxiolytika jsou úspěšná u různých typů úzkostných poruch a v léčbě epilepsie. Do této skupiny patří např. chlordiazepoxid (Defobin), diazepam, bromazepam (Lexaurin), alprazolam (Neurol, Xanax), oxazepam, klonazepam (Rivotril). Mezi nová (nebenzodiazepinová) anxiolytika patří Anxiron a Buspar.
Hypnotika jsou léky ze skupiny psychofarmak, které se indikují při poruchách spánku. Opět je jejich podávání krátkodobé, aby nevznikl návyk. K hypnotikům řadíme zopiklon, zolpidem, zaleplon.

## Nootropika a kognitiva
Psychofarmaka ze skupiny nootropik a kognitiv jsou indikována k prevenci a podpoře kognitivních funkcí, protože zlepšují metabolismus mozkových buněk. Nejčastější indikací nootropik jsou psychomotorické syndromy. Pod nootropika řadíme Geratam = Kalicor = Nootropil = Pyramen, ale i Enerbol.
Pro léčbu demencí se užívají kognitiva, ke kterým patří například lecitin, Aricept, Cognex, Exelon, Reminyl.

## Psychostimulancia
Pro účinky, mezi něž patří zlepšení kvality pozornosti, zkrácení reakčního času, zlepšení krátkodobé paměti a celkového procesu učení, jsou psychostimulancia indikována u dětí a dorostu s hyperaktivitou a poruchou pozornosti. Mimo to jsou předepisována osobám trpícím hypersomnií a narkolepsií. Mají euforizující a dynamizující efekt a je u nich opět pravděpodobnost návyku z toho důvodu, že jsou podávány dětem s ADHD, které mají obecně větší tendence ke vzniku závislostí. Mezi významná stimulancia patří Amfetamin, Merylfenidát nebo Ritalin, který je podáván právě u dětí s diagnózou hyperkinetické poruchy.

## Nežádoucí účinky
Znalost vedlejších účinků jednotlivých psychofarmak je velmi důležitá pro správné nastavení léčby. Je vždy potřeba individuálně posoudit možné přínosy a rizika jednotlivých léčiv ještě před zahájením léčby, včetně zohlednění genetických predispozic pacienta a jiných intervenujících faktorů, aby mohla být nastavena optimální léčba.
U léčiv ze skupiny antipsychotik může u pacienta docházet k neurologickým změnám, a to hlavně u antipsychotik tzv. I. generace. Jedná se zejména o třes, ztuhlost, přetrvávající abnormální stahy svalů a „kroucení“, syndrom neklidných nohou, nebo různé mimovolní pohyby v obličeji (kroužení jazykem) či tiky. Tyto projevy jsou obdobné projevům Parkinsonovy choroby. Dalšími nežádoucími účinky jsou pak ospalost, která by měla ale do několika týdnů vymizet, nárůst hmotnosti až obezita, a případně také diabetes, problémy s krevním tlakem a rovnováhou, ale také sexuální dysfunkce.
Léky ze skupiny anxiolytik zapříčiňují jako vedlejší účinek útlum psychomotorického tempa a kognitivní poruchy, jako je porucha pozornosti, paměti, vnímání a myšlení, psychomotorických funkcí a spánkového cyklu či stavu bdění. Tyto polékové kognitivní poruchy mohou přetrvávat i po snížení či vysazení léku. Anxiolytika mají také vysoké riziko návykovosti a závislosti.
U antidepresiv je také vysoké riziko závislosti. Mezi další nežádoucí účinky řadíme zvýšenou únavu, ospalost, insomnii, ale i nárůst váhy a poruchy paměti, bolest hlavy či zvýšenou úzkostnost, závratě, třes, trávicí problémy a nevolnost, ale i snížené libido až anorgasmii. Nutno také podotknout, že léky ze skupiny antipsychotik a některá antidepresiva zapříčiňují zvýšenou chuť k jídlu, což je důvodem častého nárůstu hmotnosti uživatelů daných psychofarmak.
Nejčastějšími nežádoucími účinky u všech tří skupiny psychofarmak tedy jsou: zvýšená únava, ospalost, ztuhlost, útlum organismu a narušení psychomotorických funkcí, sexuální dysfunkce, kognitivní poruchy, závislost, nárůst váhy a nevolnost.
Existuje i mnoho nepřímých nežádoucích účinků psychofarmak, které mohou negativně ovlivnit společenský, osobní i pracovní život pacienta, a v některých případech i jeho zdraví. Nárůst hmotnosti například vede k nižšímu sebevědomí a k vzniku nebo prohloubení jiných psychických potíží, ale také k sociální izolaci nebo rozvoji cukrovky. Pacient se může léky také předávkovat, nebo se u něj mohou objevit suicidální myšlenky v průběhu vysazování léčby v důsledku abstinenčního syndromu. Kvůli zhoršené pozornosti a narušení psychomotorických funkcí nemohou pacienti poměrně dlouhou dobu řídit autoa zároveň jsou kognitivní poruchy doprovázeny zhoršenou emoční regulací, sníženou motivací a zhoršením sociálního chování. Kvůli pocitům útlumu a emoční otupělosti se nemusí pacienti cítit sami sebou, mohou být méně kreativní či spirituálně otevření.
Je možné ale hovořit i o přínosech nežádoucích účinků, protože v některých případech je možné a vhodné proměnit nežádoucí účinky v účinky žádoucí, pokud léky, které mají například sedativní účinek, podáváme lidem trpícím nespavostí, nebo pokud podáváme lidem s podváhou či anorexií psychofarmaka, která zapříčiňují nárůst váhy.

## Proces vysazování léků
Proces vysazování psychiatrických léků probíhá u každého jinak a ne pro každého pacienta je vysazení léků ve výsledku prospěšné. Pokud pacient užíval léky každodenně, je nutné, aby je vysazoval postupně a nevynechával pravidelné dávky, aby nedošlo k rozvoji abstinenčních příznaků. Tyto příznaky jsou obdobné příznakům chřipky: člověk má závratě, trpí nechutenstvím či nespavostí, zvrací, třese se, je více podrážděný, někdy až agresivní, může být také nesoustředěný, přehnaně citlivý a v některých případech může mít sebevražedné myšlenky. Může mít také tachykardii, zvýšený krevní tlak, svalové křeče, ale také psychické potíže, jako jsou úzkosti, panické ataky, nebo halucinace. Abstinenční příznaky mohou proto občas vypadat stejně jako symptomy duševní nemoci, kvůli které byly léky původně předepsány. Dalším rizikem u příliš rychlého vysazování léků je vyšší pravděpodobnost relapsu, a to zejména pokud lidé vysadí léky příliš brzo, když pociťují subjektivní zlepšení svého psychického stavu, ačkoliv léky ještě nestihly řádně zabrat. Snižování dávky léků je ale velmi individuální, protože čím déle člověk léky užívá, tím pomalejší je proces jejich vysazování.
Při vysazování léků je potřeba řádně se informovat o tom, co celý proces obnáší. Pacient by si měl uvědomit, že ho čeká období, kdy bude muset čelit závislosti na lécích, a je proto třeba vysazení léčby správně načasovat a naplánovat. Je potřeba si také zajistit sociální podporu v procesu vysazování léčby, informovat své blízké o možných abstinenčních projevech a požádat je o pomoc, nebo je instruovat, co kdy mají dělat v případě, že se abstinenční projevy zhorší. Může se také obrátit na další zdroje podpory jako je psychoterapie nebo podpora peerů. Je potřeba, aby se pacient připravil na silné emoce, které doposud léky potlačovaly, a naučit se s nimi opět pracovat. Protože celý proces může být doprovázen pocity strachu z relapsu či z abstinenčních symptomů, strach ze ztráty práce či blízkých osob, strach ze sebevražedných myšlenek, anebo ze selhání ve vysazování medikace, hraje podstatnou roli i zvyšování sebedůvěry a realistické a upřímné zhodnocení těchto obav.

## Péče v České republice
Nejzásadnějším krokem posledních let v reformě psychiatrické péče je zavedení multidisciplinární spolupráce a vznik Center duševního zdraví.

### Centra duševního zdraví
Centra duševního zdraví (CDZ) v sobě spojují dva proudy v péči – reformu psychiatrické péče a snahu o deinstitucionalizaci péče o zranitelné osoby (rušení ústavů a přesunutí péče do domácího prostředí). Výsledkem je komunitní sociálně-zdravotní služba, která poskytuje dostupnou péči osobám s duševním onemocněním, a to buď přímo v jejich domově či ambulantně v jejich okrese. Služba stojí na multidisciplinární spolupráci a proto může poskytovat ucelený systém péče. Centra podporují klienta na jeho cestě k zotavení, mohou předejít hospitalizaci či jí zkracovat, a to díky včasné diagnostice onemocnění a rychlému započetí léčby. Dále také centra podporují své klienty ve (znovu)zapojení osob do běžné komunity.

### Cílová skupina
Cílovou skupinou jsou osoby se závažným duševním onemocněním, jako je schizofrenie a afektivní poruchy, nebo u kterých duševní onemocnění trvá déle než dva roky a zásadně ovlivňuje život klienta.

### Principy
Péče v CDZ se opírá o několik principů, nejdůležitějšími z nich jsou tyto:

#### Praxe založená na důkazech
Mezi konkrétní prvky založené na tomto principu patří pomoc v krizi, důraz na spokojenost klientů a blízkých s léčbou, snížení zátěže rodin, snížení rizika hospitalizace a vypadávání z léčby. Další součástí je například podporované zaměstnání.

#### Recovery
Podle principu recovery může u osoby s duševním onemocněním dojít k zotavení, přesto, že její nemoc nebyla vyléčena. Zotavení neznamená odstranění nemoci a návrat ke stejnému životu, jaký člověk žil před nemocí, ale spíše přijetí nových skutečností a nabytí sebedůvěry zvládat s nimi žít.

#### Multidisciplinarita
Na péči se v CDZ podílejí psychiatři, všeobecné a psychiatrické sestry, sociální pracovníci, psychologové a peer pracovníci. Ti všichni přinášejí své specifické znalosti a následně společně s klientem tvoří péči na míru.

#### Individuální a lidský přístup
Plán podpory odpovídá konkrétní situaci klienta, je vytvářen na základě klientových přání a vychází z jeho silných stránek.

#### Spádovost a regionalita
V budoucnu by měla být centra duševního zdraví zhruba v každém okrese, aby byla zajištěna dobrá dostupnost pomoci a podpory.

#### Podpora blízkých
Rodina a blízcí mají většinou významnou roli v procesu zotavení, může být zdrojem podpory a velmi významně může pomoci začlenění klienta do komunity. Centra duševního zdraví dále dbají na dodržování lidských práv a spolupráci s dalšími subjekty pomoci, například s obcí, dalšími sociálními a zdravotními službami.

### Doporučení
Mimo Centra duševního zdraví se v Česku liší postoj k léčbě i u jednotlivých profesionálů. Někteří psychiatři považují za zásadní hlavně lékovou léčbu, někteří se snaží využít široké možnosti, zařadit do léčby terapii, a podporují své pacienty, aby se o sebe lépe starali. Zejména aby konzumovali vyváženou stravu, aby dodržovali spánkový režim a aby si osvojili strategie ke zvládání stresu a relaxaci. Je nutno říci, že osoby s duševním onemocněním často mění lékaře, než najdou toho, který jim vyhovuje.
Pro někoho je důležité, aby si zjistil co nejvíce informací o léčbě, kterou mu lékař předepisuje a znal všechny výhody a rizika a také všechny alternativy. Pro někoho to může být příliš mnoho nejasných informací. Přesto je vhodné se o svou léčbu zajímat a žádat lékaře o všechny informace. Ty mohou pomoct při nastavení té nejvhodnější léčby. Tak jako obrácení pozornosti na své zdraví, své tělo a pozorování účinků, jaké léčba přináší.